# Caenohalictus dolator
Caenohalictus dolator är en biart som först beskrevs av Joseph Vachal 1903.  Caenohalictus dolator ingår i släktet Caenohalictus och familjen vägbin. Inga underarter finns listade.